# Gonatium crassipalpum
Gonatium crassipalpum är en spindelart som beskrevs av Bryant 1933. Gonatium crassipalpum ingår i släktet Gonatium och familjen täckvävarspindlar. Inga underarter finns listade i Catalogue of Life.